# Kelis Was Here
Kelis Was Here è il quarto album della cantante R&B statunitense Kelis, pubblicato negli Stati Uniti il 22 agosto 2006 dalla LaFace/Jive.

## Tracce
1. Intro – 1:27
2. Bossy (feat. Too Short) – 4:33 (Kelis Rogers, Shondrae Crawford, Todd Shaw, Sean Garrett)
3. What's That Right There – 4:17 (Kelis Rogers, William Adams, Keith Harris, George Clinton III, Philippé Wynne)
4. Til' the Wheels Fall Off – 4:13 (Kelis Rogers, William Adams, George Pajon Jr., Keith Harris, Printz Board)
5. Living Proof – 3:41 (Raphael Saadiq, Robert Ozuna)
6. Blindfold Me – 4:19 (Sean Garrett, Jamal Jones)
7. Goodbyes – 4:42 (Kelis Rogers, Andre Lyon, Marcello Valenzano)
8. Trilogy – 3:56 (Kelis Rogers, Scott Storch, Jason Boyd)
9. Circus – 4:40 (Kelis Rogers, Raphael Saadiq, Robert Ozuna)
10. Weekend (feat. will.i.am) – 4:42 (Kelis Rogers, William Adams, Keith Harris)
11. Like You – 3:01 (Kelis Rogers, Jerome Foster)
12. Aww Shit! (feat. Smoke) – 4:09 (Shondrae Crawford, Shanell Woodgett, Tamika Means)
13. Lil Star (feat. Cee-Lo) – 4:52 (Kelis Rogers, Thomas Callaway)
14. I Don't Think So – 3:03 (Kelis Rogers, Max Martin, Lukasz Gottwald)
15. Handful – 4:59 (Kelis Rogers, Sean Garrett, Shondrae Crawford, Jason Boyd)
16. Appreciate Me – 4:03 (Kelis Rogers, Damon Elliott)
17. Have a Nice Day – 6:33 (Damon Elliott, Greco Burratto)
18. Fuck them Bitches – 3:49 (William Adams, George Pajon Jr.) – traccia nascosta

## Classifiche
| Classifiche (2006) | Posizione massima |
| ------------------ | ----------------- |
| Austria            | 69                |
| Belgio (Fiandre)   | 45                |
| Belgio (Vallonia)  | 88                |
| Francia            | 104               |
| Germania           | 77                |
| Italia             | 90                |
| Norvegia           | 35                |
| Paesi Bassi        | 82                |
| Regno Unito        | 41                |
| Stati Uniti        | 10                |
| Svezia             | 51                |
| Svizzera           | 22                |